# Míids
Els míids (Myidae) són una família de mol·luscs bivalves pertanyent a l'ordre Myoida. Habiten les aigües poc profundes de l'Atlàntic septentrional. Solen trobar-se per la costa nord dels Estats Units, encara que també han estat introduïts en diverses zones litorals del Pacífic. Enfront de les costes d'Islàndia i Groenlàndia abunda l'espècie Mya truncata. Els míids són àmpliament consumits en tot Amèrica del Nord.

## Gèneres
- Cryptomya (Conrad, 1848)
  - Cryptomya californica (Conrad, 1837)
- Mya Linnaeus, 1758
  - Mya arenaria Linnaeus, 1758
  - Mya baxteri Coan y Scott, 1997
  - Mya elegans (Eichwald, 1871)
  - Mya japonica Jay, 1856
  - Mya priapus (Tilesius, 1822)
  - Mya profundior Grant y Gale, 1931
  - Mya pseudoarenaria Schlesch, 1931
  - Mya truncata Linnaeus, 1758
  - Mya uzenensis Nomura y Zimbo, 1937
- Paramya Conrad, 1860
  - Paramya subovata (Conrad, 1845)
- Platyodon
  - Platyodon cancellatus (Conrad, 1837)
- Sphenia Turton, 1822
  - Sphenia antillensis Dall y Simpson, 1901
  - Sphenia binghami Turton, 1822
  - Sphenia luticola (Valenciennes, 1846)
  - Sphenia ovoidea Carpenter, 1864
  - Sphenia sincera Hanks and Packer, 1985
  - Sphenia tumida J. E. Lewis, 1968